# 双龙湖街道
双龙湖街道，是中华人民共和国重庆市渝北区下辖的一个乡镇级行政单位。

## 行政区划
双龙湖街道下辖以下地区：
五星路社区、龙昌街社区、龙祥街社区、龙旺街社区、翠湖路社区、凯歌路社区、飞湖路社区、绿茂社区、渝湖路社区、观音岩社区、龙兴街社区、滨港社区、观岩村、郑家村、鹿山村和方家山村。